# Markus Daun
Markus Daun (* 10. September 1980 in Eschweiler) ist ein ehemaliger deutscher Fußballspieler und jetziger Fußballtrainer.
Markus Daun begann das Fußballspielen bei FC Germania Dürwiß, ehe er zur Jugendabteilung von Bayer 04 Leverkusen wechselte. Mit der Leverkusener Amateurmannschaft wurde er in der Saison 2000/01 Meister der Oberliga Nordrhein und mit 23 Toren zugleich Torschützenkönig der Liga vor Giovanni Federico. Von Leverkusen wechselte er 2001 zunächst auf Leihbasis zu Alemannia Aachen und dann 2002 zu Werder Bremen. Nachdem er im ersten Jahr noch 27 Spiele bestritten hatte, kam er im Bremer Meisterschaftsjahr 2004 in der Konkurrenz mit den ausländischen Stürmerstars nur noch zu sechs Einsätzen, die für ihn torlos blieben. Daraufhin wechselte er nach der Saison zum 1. FC Nürnberg, wo er verletzungsbedingt nur selten zum Einsatz kam. Ab der Saison 2006/07 spielte Daun für den MSV Duisburg, mit dem er zur Saison 2007/08 aus der 2. Bundesliga in die 1. Bundesliga aufstieg. Spätestens mit dem entscheidenden 2:0 im letzten Spiel gegen den späteren Regionalliga-Absteiger Rot-Weiss Essen am 20. Mai 2007 hatte sich Daun in die Herzen der Duisburger Fans gespielt. Im Juli 2008 wechselte Daun zurück zu seinem ehemaligen Verein Alemannia Aachen, bei dem er einen Dreijahresvertrag erhielt. In seinem ersten Jahr kam er zwar regelmäßig zum Einsatz, konnte sich aber nicht in die Stammelf spielen. Am 21. Spieltag rettete er mit einer Notbremse in der letzten Spielminute das Unentschieden gegen den FC Ingolstadt. Schlimmer als die Rote Karte war jedoch, dass er sich bei der Aktion einen Innenbandanriss und einen Meniskusschaden zuzog. Erst an den letzten beiden Spieltagen am 17. und 24. Mai 2009 konnte er noch einmal zwei Kurzeinsätze für die Alemannen absolvieren. Seine Knieprobleme trug er aber mit in die nächste Saison und nachdem er erst am 26. September 2009 am 11. Spieltag der NRW-Liga erstmals wieder für die zweite Mannschaft auflaufen konnte, aber nach 62 Minuten bereits wieder ausgewechselt werden musste, entschloss er sich zu einer Knieoperation. Bis zum Ende seines Vertrages kämpfte er um die Rückkehr in den Profifußball, musste dann aber mit 30 Jahren seine Karriere beenden.
Daun ist bekannt für seinen Einsatzwillen und seine technischen Finessen während seiner aktiven Zeit. Er war U-21-Nationalspieler und hatte auch fünf Einsätze im Team 2006, in denen ihm auch ein Tor gelang.
Ab 2013 arbeitete Daun in verschiedenen Positionen im Nachwuchsleistungszentrum des 1. FC Köln. Während der Saison 2017/2018 war er Teil des Trainerstabes der Profimannschaft unter Stefan Ruthenbeck.
Im März 2018 bestand Daun erfolgreich seinen Trainerlehrgang und erhielt die Fußballlehrer-Lizenz des DFB.
Zur Saison 2018/2019 übernahm Daun die Trainerstelle der U-21 des 1. FC Köln. Im November 2018 wurde er von seinem Posten freigestellt, nachdem seine Mannschaft am Ende der Hinrunde mit zehn Punkten auf dem vorletzten Platz stand.
Zur Saison 2019/2020 kehrte Daun zum 1. FC Köln zurück und übernahm das Traineramt der U-17 Mannschaft. Der Ein-Jahres-Vertrag wurde vom 1. FC nicht verlängert.

## Titel/Erfolge
- Deutscher Meister und Pokalsieger 2004 mit Werder Bremen
- Aufstieg in die 1. Bundesliga 2007 mit dem MSV Duisburg
- Westdeutscher Meister 2020 mit der U-17 des 1. FC Köln